# Romero, Mexiko
Romero är en ort i Mexiko.   Den ligger i kommunen Santa Cruz de Juventino Rosas och delstaten Guanajuato, i den centrala delen av landet, 240 km nordväst om huvudstaden Mexico City. Romero ligger 1 953 meter över havet och antalet invånare är 192.
Terrängen runt Romero är kuperad västerut, men österut är den platt. Runt Romero är det ganska tätbefolkat, med 134 invånare per kvadratkilometer. Närmaste större samhälle är Santa Cruz de Juventino Rosas, 12,4 km söder om Romero. Trakten runt Romero består i huvudsak av gräsmarker.